# Đức Sơn Tuyên Giám
Đức Sơn Tuyên Giám (zh. déshān xuānjiàn 德山宣鑒, ja. tokusan senkan, 782-865) là Thiền sư Trung Quốc, một trong những Thiền sư lỗi lạc nhất đời Đường. Sư có 9 môn đệ được ấn khả, trong đó hai vị Nham Đầu Toàn Hoát và Tuyết Phong Nghĩa Tồn đứng hàng đầu. Sư nối pháp Long Đàm Sùng Tín thuộc dòng Thanh Nguyên Hành Tư và Thạch Đầu Hi Thiên. Nhân duyên ngộ đạo của sư là một trong những câu chuyện thường được nhắc lại nhất trong giới Thiền. Sư nổi danh về việc sử dụng cây gậy để giáo hoá (đập) thiền sinh, từ đó mà sinh ra danh từ Bổng hát, chỉ cây gậy (bổng) ngang dọc của sư và tiếng hét (Hát) vọng vang của Lâm Tế Nghĩa Huyền.
Những lời dạy của sư rất lạ lùng, khó hiểu, chỉ có bậc thượng căn mới có thể hội đôi phần. Những câu nói của Sư, nghe phớt qua người thường có thể gọi là "mắng Phật mạ Tổ" nhưng nếu thấu hiểu thì cao siêu vô cùng. Sư không muốn đi quanh co, rườm rà mà nhiệt tình hướng dẫn môn đệ mau chóng ngộ được chân lý Bất nhị, nơi mọi ngôn từ trở thành vô dụng. Cũng từ tâm hồn cao siêu nhiệt tình của sư mà xuất phát từ dòng Thiền này một Tuyết Phong Nghĩa Tồn, một Vân Môn Văn Yển, một Pháp Nhãn Văn Ích và vô số những ngôi sao sáng trong Thiền tông sau này.

## Cơ duyên
Sư họ Chu, quê ở Kiến Nam, Giản Châu, xuất gia lúc 20 tuổi. Sư thông Luật tạng và các bộ kinh, luận. Vì thường giảng Kim cương bát-nhã-ba-la-mật-đa kinh nên thời nhân gọi sư là Chu Kim Cương. Nghe Nam phương Thiền tông thịnh hành sư bất bình nói:
"Kẻ xuất gia muôn kiếp học uy nghi của Phật, vạn kiếp học tế hạnh của Phật. Những kẻ ma ở phương Nam dám nói 'Trực chỉ nhân tâm, kiến tính thành Phật.' Ta phải ruồng tận hang ổ của chúng, diệt hết đống ma quái để đền ân Phật."
Sư bèn khăn gói lên đường, mang theo bộ Thanh Long sớ sao tới Lễ Châu. Trên đường, sư gặp một người đàn bà bán bánh rán, bảo bà lấy ít bánh ăn điểm tâm. Bà chỉ gánh của sư hỏi: 
"Gói này là gì."
Sư trả lời: "Thanh Long sớ sao."
Bà nói: "Tôi có một câu hỏi, nếu thầy đáp được, tôi xin cúng dường bánh điểm tâm. Bằng đáp không được, mời thầy đi nơi khác."
Sư ưng ý, bà liền hỏi: "Trong kinh Kim cương có nói 'Tâm quá khứ bất khả đắc, tâm vị lai bất khả đắc, tâm hiện tại bất khả đắc.' Vậy Thầy muốn điểm tâm nào?"
Sư lặng thinh, không đáp được. Người đàn bà liền chỉ sư đến tham vấn Thiền sư Long Đàm Sùng Tín.
Vừa tới cửa Long Đàm, sư liền nói: 
"Nghe danh Long Đàm đã lâu, nay đến đây, đầm (đàm 潭) cũng chẳng thấy, rồng (long 龍) cũng chẳng hiện."
Long Đàm bước ra, nói: "Ngươi đã tới Long Đàm rồi."
Sư không đáp được, liền dừng lại đây. Một đêm, sư đứng hầu. Long Đàm bảo: 
"Đêm khuya sao chẳng xuống?"
Sư kính chào bước ra, lại trở vào thưa: "Bên ngoài tối đen." Long Đàm thắp đèn đưa Sư. Sư toan tiếp lấy, Long Đàm liền thổi tắt. Sư bỗng nhiên đại ngộ, tất cả kiến chấp đều tan vỡ, quỳ xuống lễ bái. Long Đàm hỏi:
"Ngươi thấy gì?"
Sư thưa: "Từ nay về sau chẳng còn nghi lời nói chư Hoà thượng trong thiên hạ."
Hôm sau Long Đàm thượng đường bảo chúng: "Trong chúng đây có một gã răng như kiếm bén, miệng tợ chậu máu, đánh một gậy chẳng ngó lại, khi khác y lên ngọn núi cao vút dựng lập đạo của ta."
Sư đem bộ sớ sao ra chất đống nổi lửa đốt và nói: "Tột cùng các biện luận siêu huyền như một sợi lông ném trong hư không; hết sạch các trọng yếu trong đời như một giọt nước rơi vào hồ lớn." Sư lễ từ Long Đàm du phương.

## Hành cước & Pháp ngữ
Đến Quy Sơn Linh Hựu, sư vào pháp đường từ phía Tây đi qua phía Đông, lại từ Đông sang Tây, hỏi:
"Có chăng? Có chăng?" Quy Sơn ngồi lặng im không ngó tới.
Sư nói: "Không, không".
Liền đi thẳng ra cửa tự nói: "Tuy nhiên như thế cũng chẳng đặng thô xuất." Sư bèn đầy đủ uy nghi đi trở vào. Vừa bước qua cửa, sư đưa toạ cụ lên gọi:
"Hoà thượng!" Quy Sơn toan nắm Phất tử, Sư liền hét, phủi áo ra đi.
Quy Sơn sau nói: "Gã ấy về sau lên tận ngọn núi cao, cất am cỏ ở, để rồi quở Phật mắng Tổ."
Sư dạy chúng: 
"Nơi mình vô sự thì chớ vọng cầu, vọng cầu mà được thì chẳng phải được. Các ông chỉ vô sự nơi tâm, vô tâm nơi sự thì hư mà linh, không mà diệu. Nếu có nói gốc ngọn chừng đầu mảy lông đều là tự dối. Còn có mảy may nghĩ nhớ là nghiệp nhân tam đồ. Bất chợt sinh tình (vọng khởi) là muôn kiếp bị khóa kín. Danh thánh hiệu phàm trọn là tiếng rỗng, tướng đặc biệt hình xấu xa đều là sắc huyễn. Các ông muốn cầu đó mà không bị luỵ sao? Và các ông chán đó, lại thành bệnh lớn. Cả hai đều vô ích...
Nhân giả! nói tu hành như thế, các ông đâu chẳng nghe nói Lão Hồ (ông già Ấn Độ, chỉ Phật) trải ba a-tăng-kì kiếp tu hành mà nay còn đâu? Sau 80 năm chết mất, cùng các ông có khác gì?...
Các ông chớ cuồng! Khuyên các ông không gì hơn thôi hết đi, vô sự đi. Tâm vừa khởi một niệm tức là quyến thuộc nhà ma, là kẻ tục phá giới."
Sư lâm bệnh, tăng hỏi: 
"Lại có cái chẳng bệnh chăng?"
Sư đáp: "Có." Tăng hỏi: "Thế nào là cái chẳng bệnh?"
Sư bảo: "Ôi da! Ôi da!"
Sư lại bảo chúng: "Chụp không tìm tiếng luống nhọc tâm thần các ngươi. Mộng tỉnh, tỉnh rồi trọn không có việc gì."
Nói xong sư ngồi yên lặng viên tịch, nhằm đời Đường, niên hiệu Hàm Thông năm thứ sáu, ngày mùng ba tháng 12 năm Ất Dậu. Vua sắc phong Kiến Tính Đại sư.